# تام استرتن
تام استرتن (انگلیسی: Tom Stourton؛ زادهٔ سپتامبر ۱۹۸۷) فیلم‌نامه‌نویس، بازیگر و کمدین اهل بریتانیا است.
از فیلم‌ها یا برنامه‌های تلویزیونی که وی در آن نقش داشته است، می‌توان به نوری کوچک، اگر دیپلو بود چه می‌کرد؟، دکتر هو، توماس و دوستان، دربارهٔ زمان، جاسوسی که از من روی برگرداند، باربی، بیچارگان اشاره کرد.